# Polygnotus (cràter)
Polygnotus és un cràter d'impacte en el planeta Mercuri de 124 km de diàmetre. Porta el nom del pintor de l'antiga Grècia Polignot (c. 500-400 aC), i el seu nom va ser aprovat per la Unió Astronòmica Internacional el 1976.
Aquesta conca té un pic anul·lar i està envoltat amb material de planes llises, que té una textura molt diferent a la del terreny circumdant.